# 아니우아르 게두예프
아니우아르 보리소비치 게두예프(러시아어: Аниуа́р Бори́сович Геду́ев, 1987년 1월 26일~)는 러시아의 레슬링 선수로 2016년 하계 올림픽에서 남자 웰터급 은메달을 획득했다.